# Villodrigo
Villodrigo è un comune spagnolo di 139 abitanti situato nella comunità autonoma di Castiglia e León. È una enclave della provincia di Palencia nella provincia di Burgos.